# Primarias del Partido Republicano de 2008 en Nueva York

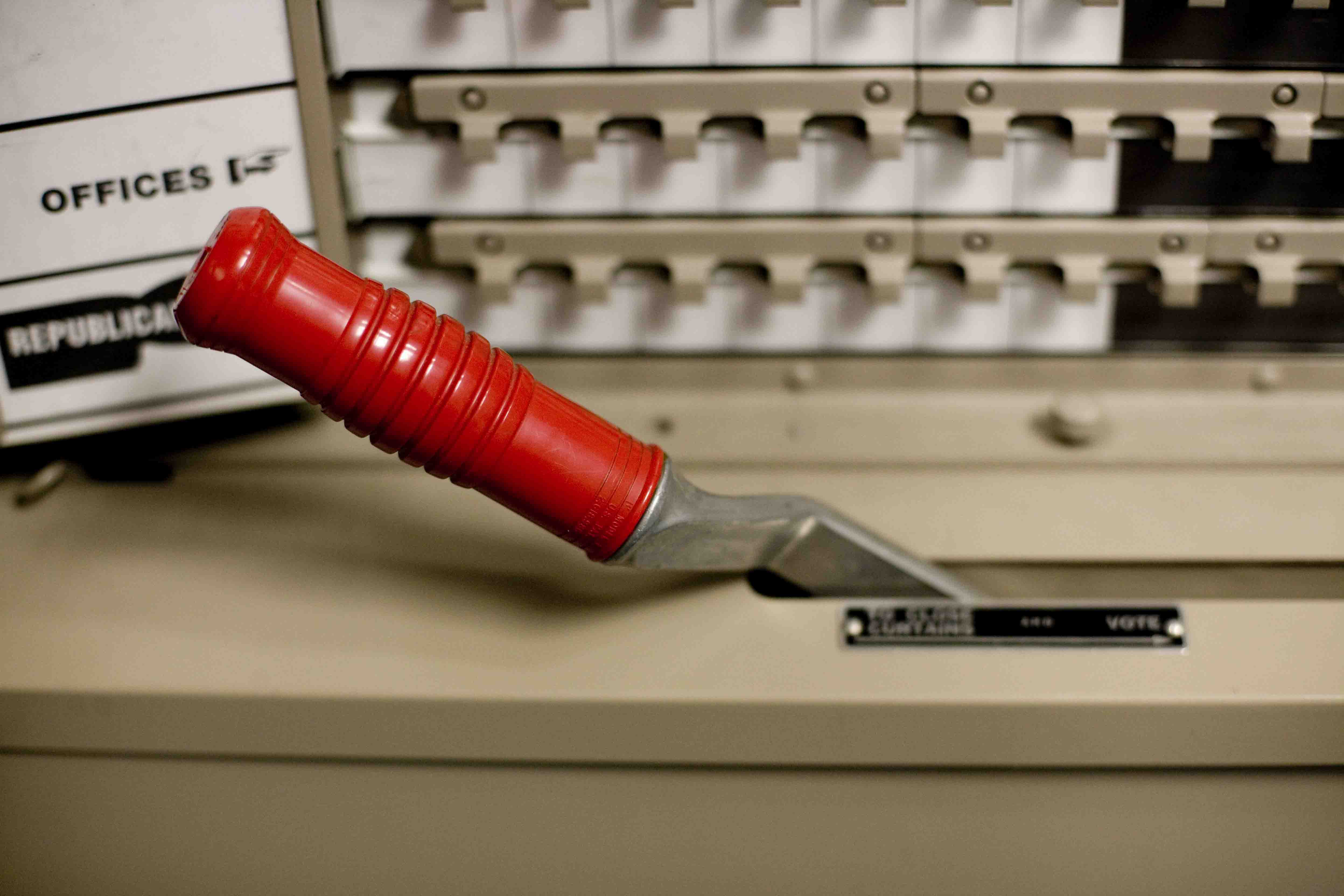
Palanca de una máquina de votación en Estados Unidos.

Nueva York hizo sus primarias presidenciales el 5 de febrero de 2008 (Supermartes). había 101 delegados listos para ser repartidos entre los candidatos, según las reglas el ganador se lo lleva todo, lo que significa que el ganador de ese estado se lleva todos los 101 delegados para la Convención Nacional Republicana 2008. 
El 2 de febrero, el senador de Arizona John McCain lideraba levemente con el 35% en las encuestas a lo contrario del otro candidato Rudy Guliani con 22.5%, quien anunció su retiro el 30 de enero de 2008.

## Resultados
| Candidato     | Votos   | Porcentajes | Delegados |
| ------------- | ------- | ----------- | --------- |
| John McCain   | 310,469 | 51.56%      | 101       |
| Mitt Romney   | 168,602 | 28%         | 0         |
| Mike Huckabee | 65,580  | 10.89%      | 0         |
| Ron Paul      | 38,863  | 6.45%       | 0         |
| Rudy Giuliani | 18,619  | 3.09%       | 0         |
| Total         | 602,133 | 100%        | 101       |